# Hồng môn
Hồng môn hay môn hồng, vĩ hoa tròn, buồm đỏ (danh pháp hai phần: Anthurium andraeanum) là một loài hoa thuộc họ Ráy.
Loài cây sống lâu năm, có thân ngắn, thường mọc thành bụi. Lá có phiến xanh hình tim, dài từ 18–30 cm và rộng từ 9–15 cm. Cuống lá hình ống trụ, có thể dài tới 30–40 cm. Mo hoa dạng phiến nở rộng hình tim, có màu đỏ ngọc. Hoa tự thường có màu vàng, đính trên mo hoa. Trên mỗi hoa tự có đính nhiều hoa nhỏ. Hoa của cây Hồng môn thuộc dạng hoa lưỡng tính cùng gốc.

## Sinh thái
Cây có nguyên xuất từ Colombia và Ecuador. Hồng môn sinh trưởng nhanh và chịu bóng một phần, ưa khí hậu mát ẩm, có nhu cầu nước trung bình.
Độ ẩm thích hợp từ 70 – 80%, nhiệt độ từ 18 – 20oC. Nếu để chậu bị khô cây sẽ cho màu lá nhạt, ngược lại nếu tưới dư nước cây dễ bị thối do nhiễm bệnh.
Nhiệt độ thấp (dưới 150C) cây sinh trưởng kém, nếu để nhiệt độ cao (trên 30oC) cây bị vàng lá, cháy lá, thậm chí chết cây.
Đất trồng phù sa tơi xốp, phân chuồng hoặc phân hữu cơ đã được ủ hoai mục, trấu hun, xơ dừa...
Không chịu được ánh nắng trực tiếp, ở ánh nắng trực tiếp, lá bị cháy.
Dinh dưỡng: Bón phân kết hợp với tưới nước, sử dụng phân phân Đầu trâu với tỷ lệ N:P:K là 20:20:15 +Te pha loãng với nồng độ 1 kg/300 lít nước, định kỳ 7 – 10 ngày một lần. Ngoài việc tưới phân NPK, định kỳ 7 ngày phun bổ sung thêm phân bón lá, B1.

## Sử dụng
Cây được trồng rộng rãi nhiều nơi dùng làm cây hoa trang trí cảnh quan nội ngoại thất. Hồng môn cũng là một loài cây nằm trong danh sách các loài thực vật lọc khí độc theo nghiên cứu của NASA, chúng có tác dụng đáng kể trong việc lọc bỏ các loại khí độc formaldehyde, xylene, toluene, và ammoniac khỏi không khí.

## Độc tính
Toàn thân cây có độc, chúng chứa saponin và các tinh thể oxalat calci có thể xâm nhập vào các lớp màng niêm mạc tiêu hóa gây ra cảm giác đau rát. Các chất độc trong cây gây độc với tất cả các loài động vật có vú, nhai miếng lá có thể gây sưng ở miệng và kích ứng ở cổ họng. Lá hoặc bộ phận khác của cây đem sát vào da người gây phát ban và rộp mụn nước.

## Hình ảnh

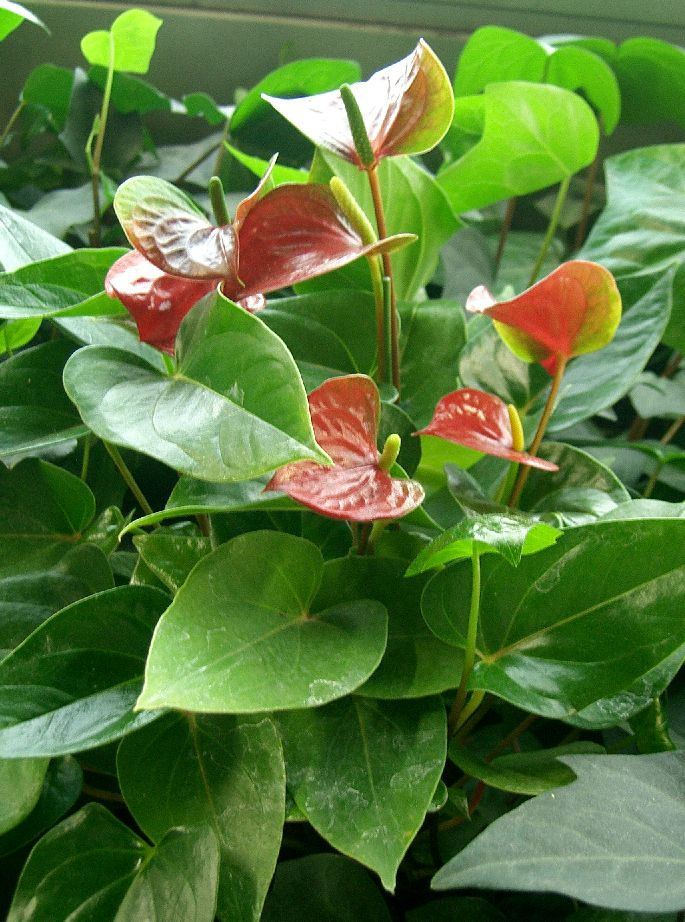
Hoa hồng môn
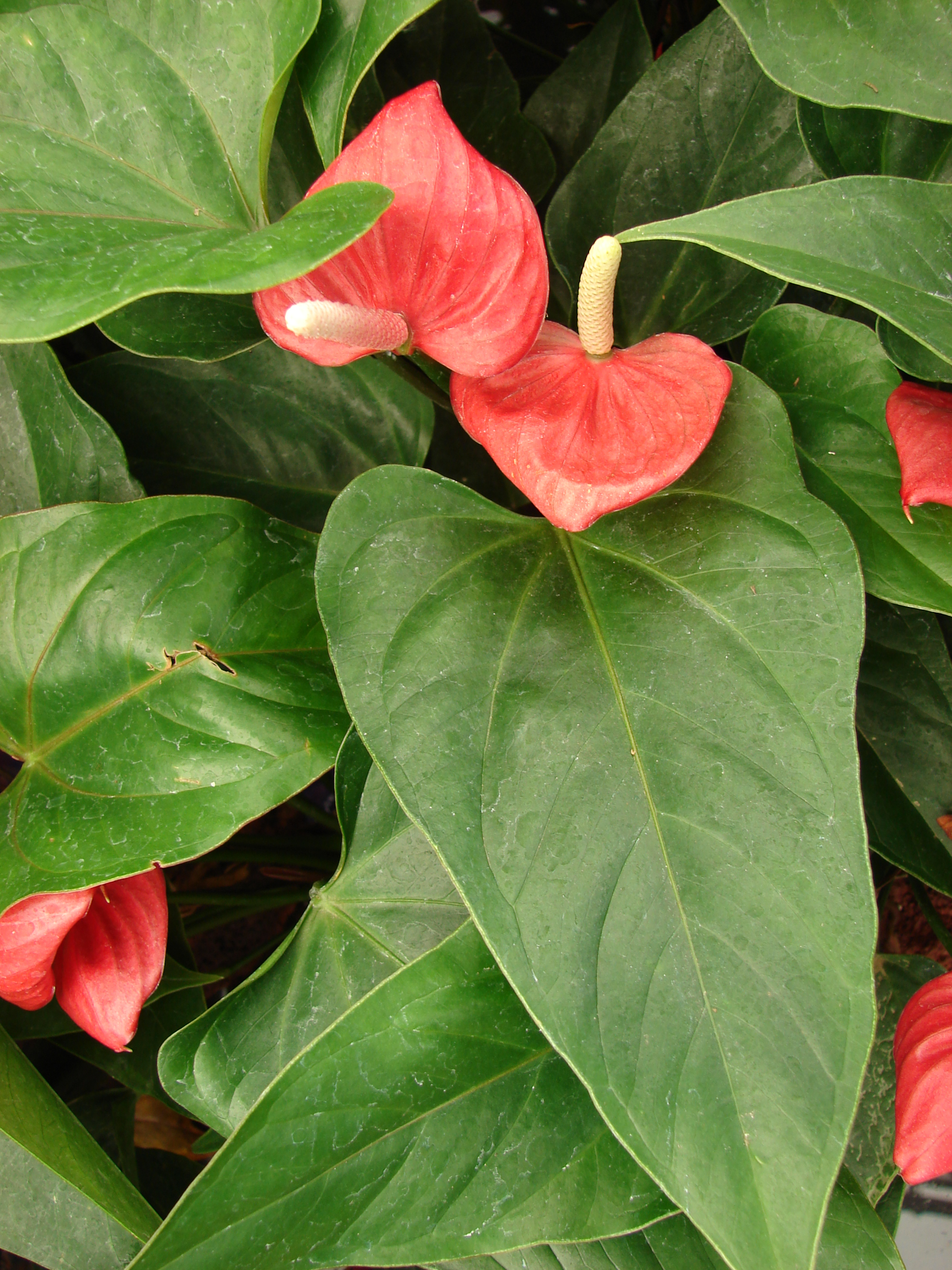
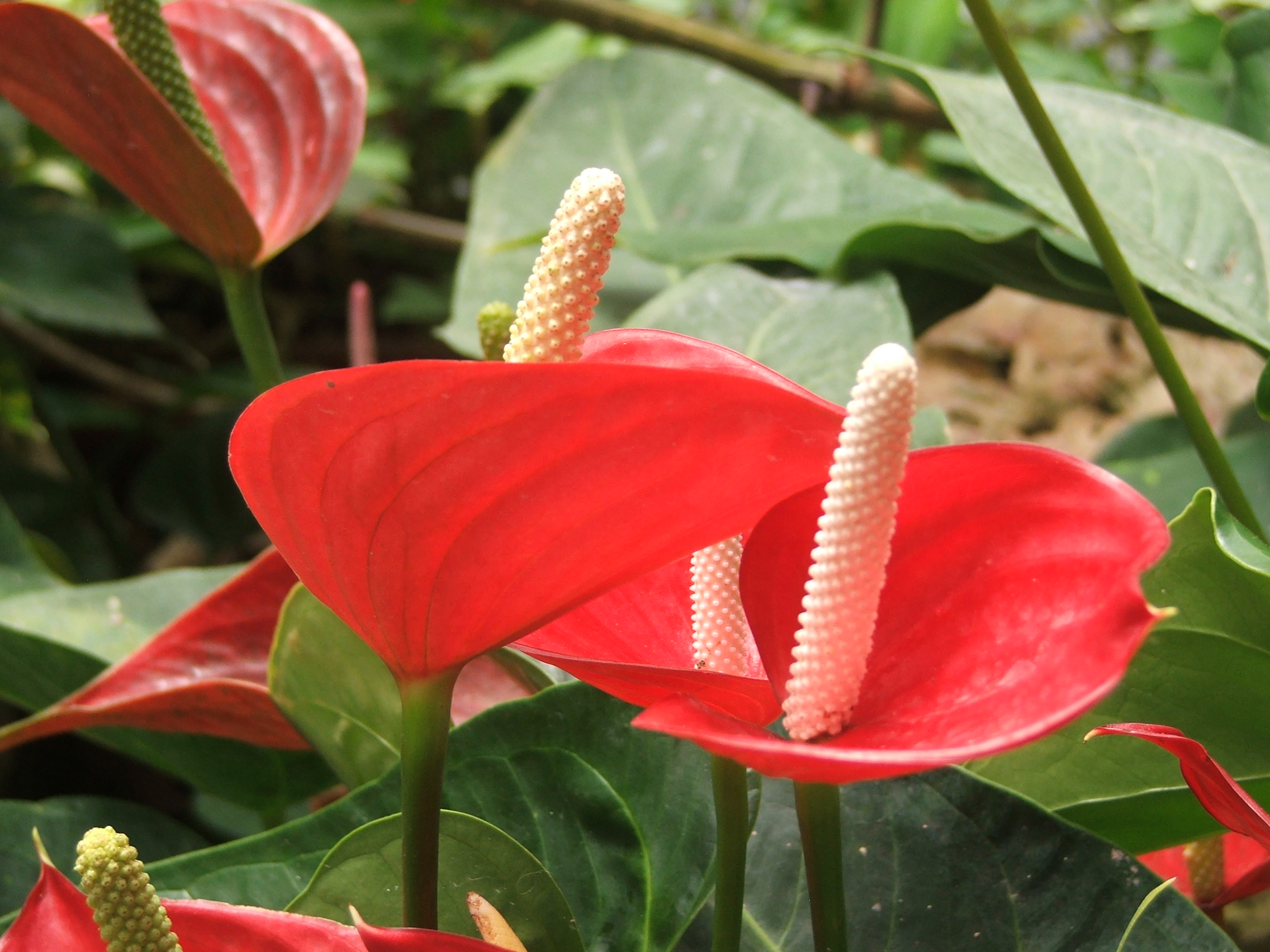
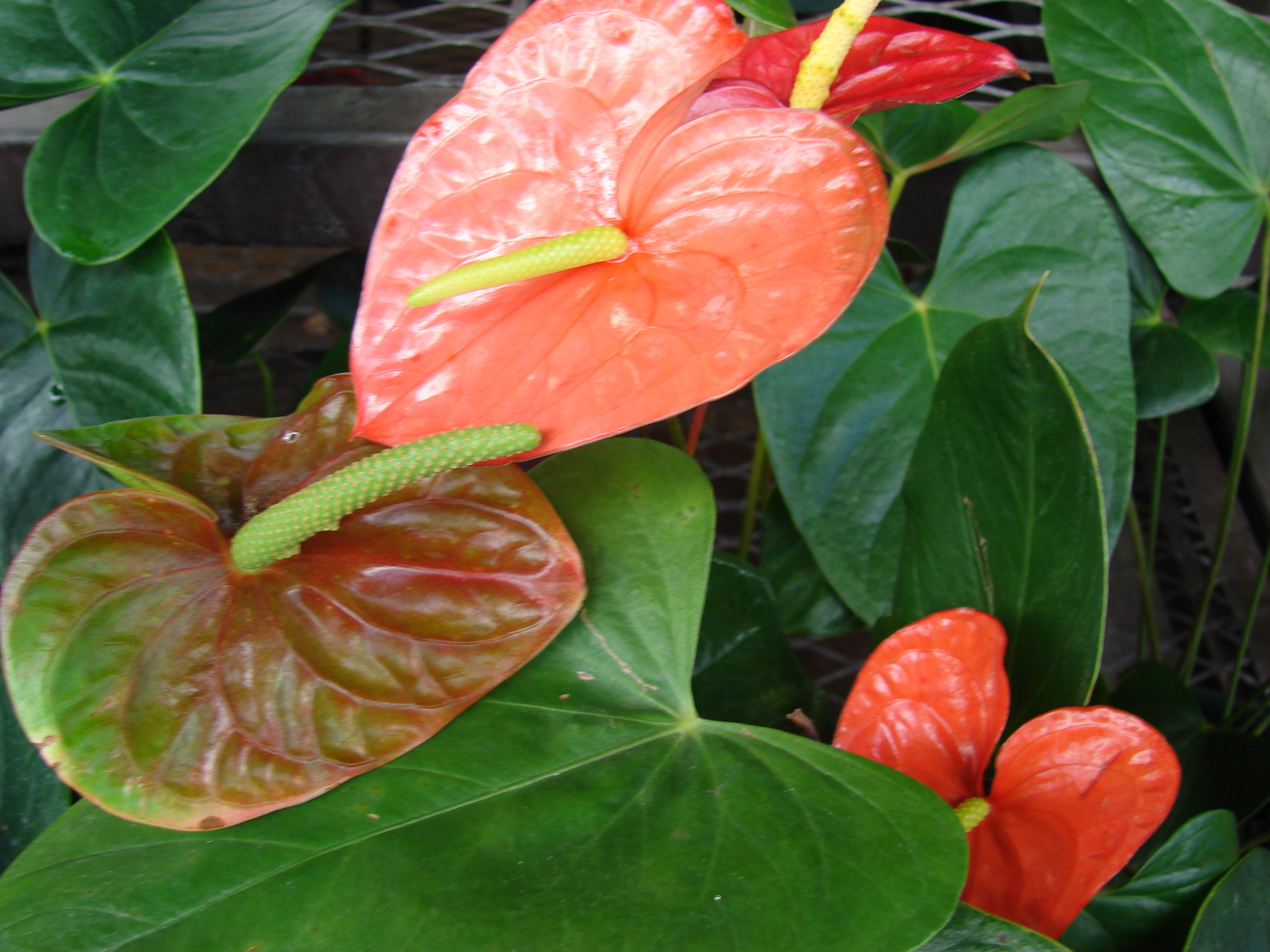
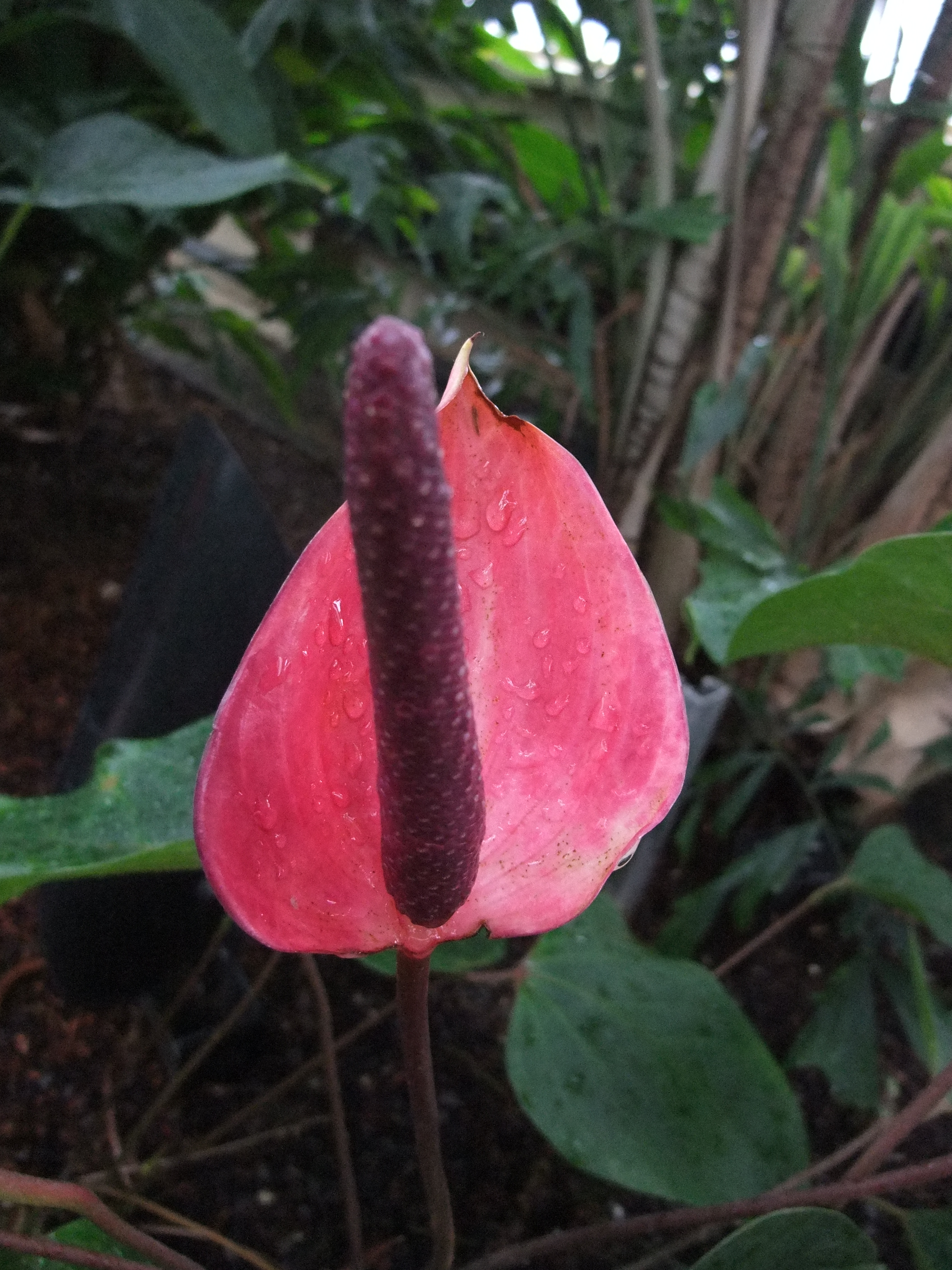
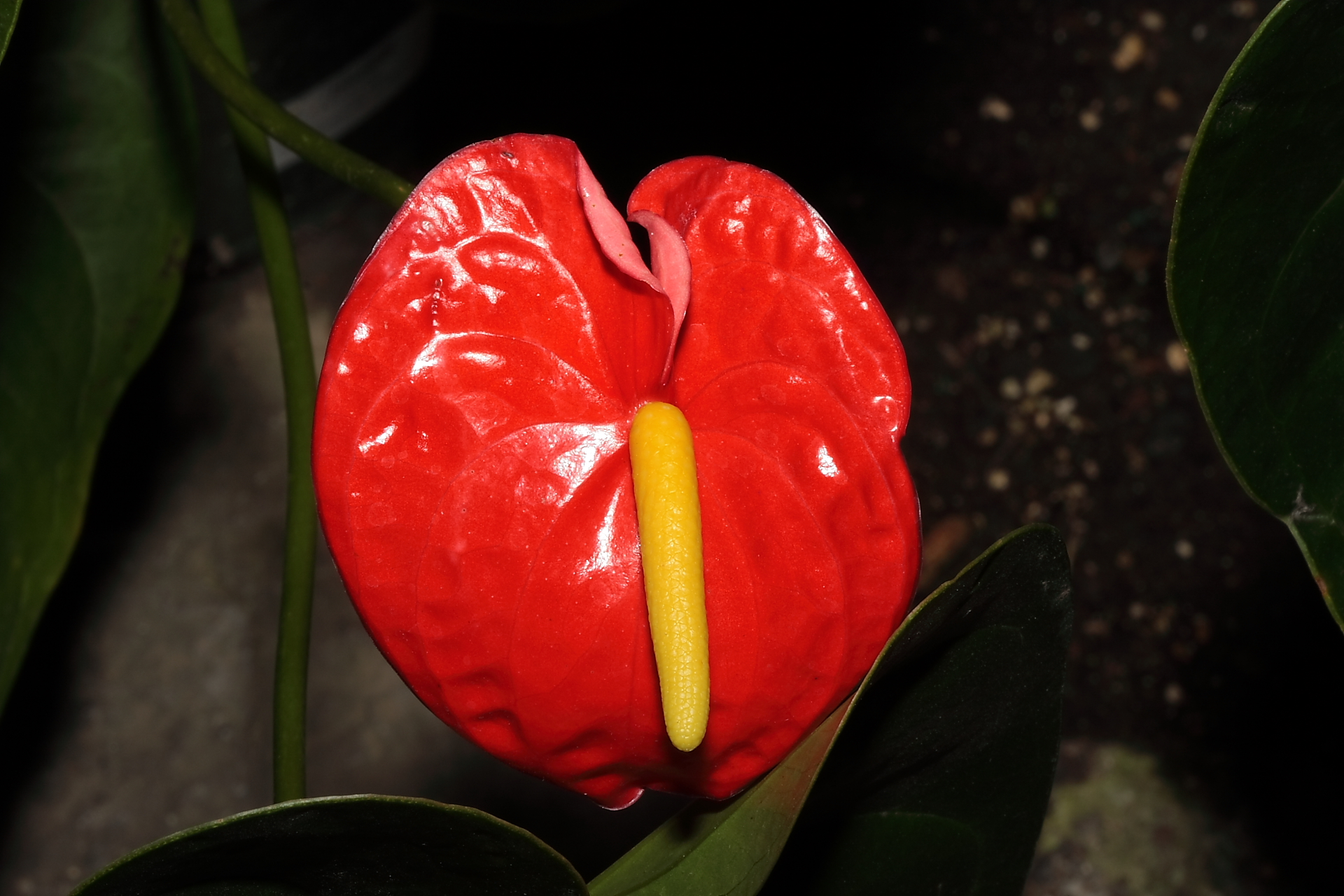
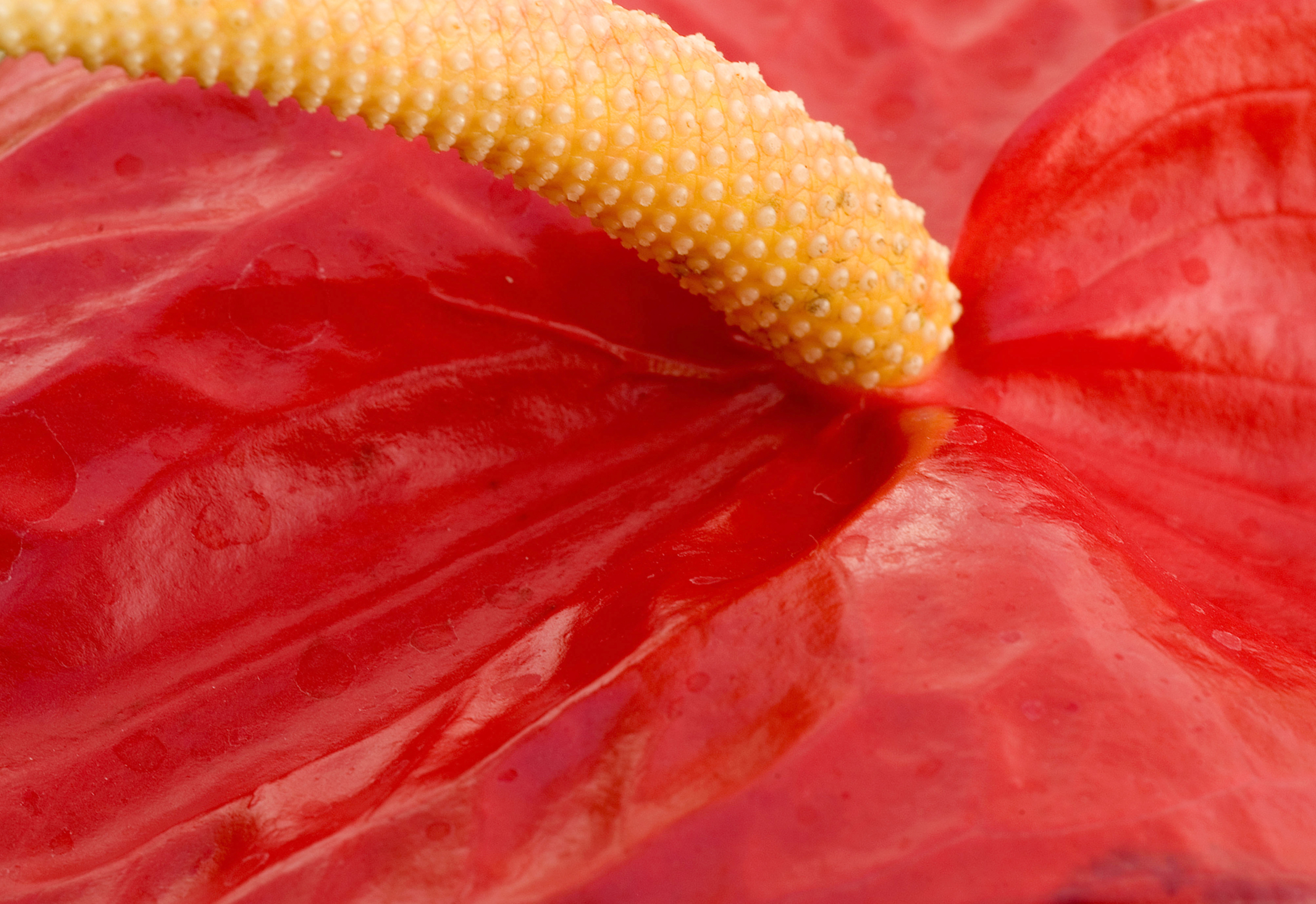